# Begijn le Bleu
Begijn le Bleu (pseudoniem voor Timothy Begijn) (Sint-Niklaas, 13 augustus 1971) is een Vlaams cabaretier.

## Carrière
In 2001, op dertigjarige leeftijd, zette Le Bleu zijn eerste stappen in stand-upcomedy. Op dat moment was hij nog leraar. In 2005 won hij het cabaretfestival Cameretten. 
Tussen 2013 en 2015 was Le Bleu een van de vier stand-upcomedians die elkaar in het televisieprogramma Foute vrienden op 2BE gênante opdrachten lieten uitvoeren. De scène waarin hij aan een auditie van So You Think You Can Dance moest deelnemen, ging viraal in België en Nederland.
Hij speelde ook de hoofdrol in de videoclip van 'Saint of Killers' van Diablo Blvd.
Sinds december 2017 heeft Le Bleu zijn eigen podcast. 'Fwiet! Fwiet!' is een podcast over vogels in de Lage Landen. 
In 2023 was hij te zien in The Big Bang samen met Thomas Smith. In 2024 nam hij deel aan de Code van Coppens samen met Gunther Neefs.

## Pseudoniem
Het woord begijn stamt uit de middeleeuwen en verwijst naar een religieuze alleenstaande vrouw. In combinatie met Le Bleu betekent blauw in dit geval "vals" of "onecht". De term "blauwe begijn" of "blauwe bagijn" werd vroeger gebruikt als eufemisme voor een dame van lichte zeden.

## Voorstellingen
- 2001: Tante Tiet
- 2003: De Aarsengel
- 2005: De prins op het witte paard (jury- en publieksprijs Cameretten)
- 2008-2009: Flamingo's in de polder
- 2011: Een beschaafde jongen
- 2013: Speciaal voor u!
- 2016: Met mij gaat alles goed